# Archidium tenerrimum
Archidium tenerrimum är en bladmossart som beskrevs av Mitten 1864. Archidium tenerrimum ingår i släktet Archidium och familjen Archidiaceae. Inga underarter finns listade i Catalogue of Life.